# Johann Hinrich Garrels
Johann Hinrich Garrels  (* 31. August 1855 in Leer (Ostfriesland); † 4. November 1920 in Hamburg) war ein Hamburger Ostasien-Kaufmann und von 1917 bis zu seinem Tod Hamburger Senator.

## Leben

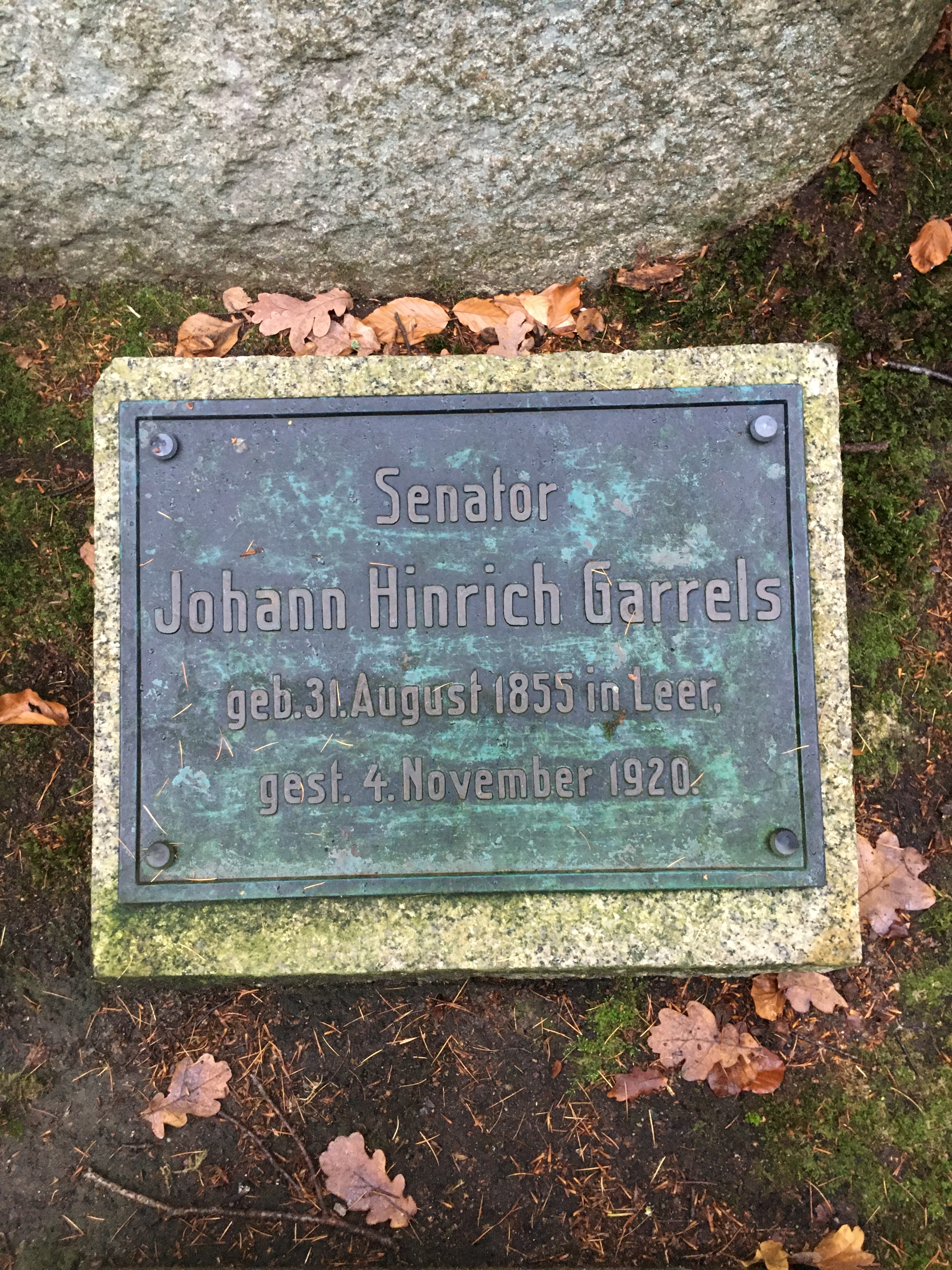
Grabstätte auf dem Friedhof Ohlsdorf

Garrels machte ab 1873 eine Lehre in der väterlichen Holzhandlung in Leer, die noch heute existiert. Er wurde anschließend in Hamburg Angestellter beim Handelshaus Siemssen & Co. Für diese Firma wurde er ab 1877 in Hongkong und Shanghai tätig. In China wechselte er 1881 zur Firma Meyer & Co, dort wurde er Prokurist, ab 1884 Teilhaber. Ab 1897 war Garrels wieder in Hamburg ansässig. Die Firma Meyer & Co wurde 1908 nach ihren Hauptteilhabern in „Garrels & Börner“ umbenannt, in Hongkong firmierte sie unter Garrels, Börner & Co. und wurde dort 1914 liquidiert. Garrels & Börner wurde 1931 in Hamburg geschlossen.
Garrels ruht in der Familiengrabstätte auf dem Friedhof Ohlsdorf. Sie liegt nordöstlich von Kapelle 2 im Planquadrat Y 20.

## Politik
Garrels wurde 1904 in die Hamburger Bürgerschaft gewählt und gehörte dort zunächst der Fraktion der Rechten (FdR) an. Ihm und anderen Parlamentariern der Fraktion wurde 1906 untersagt, gegen das neue Wahlrecht zu agieren. Daraufhin trat er zusammen mit Wilhelm Johannes Wentzel, Carl Wilhelm Petersen und Carl Braband aus der FdR aus. Zusammen mit anderen Gegnern des neuen Wahlrechts gründeten sie die Fraktion der Vereinigten Liberalen. Von 1914 bis 1917 gehörte Garrels der Finanzdeputation an.  Am 12. Januar 1917 wurde Garrels als erster parteilicher Senator in den Hamburger Senat gewählt, er schied damit aus der Bürgerschaft und aus der Fraktion der Vereinigten Liberalen aus. Bei der im März 1919 erfolgten Neubildung des Senates wurde Garrels mit 105 Stimmen wiedergewählt, er wirkte in der Steuerdeputation und in der Behörde für Wohnungspflege. Er gehörte dem Senat bis zu seinem Tode an (→Hamburger Senat 1919–1933). Peter Stubmann wurde sein Nachfolger im Senat.